# Вестервик (община)
Община Вестервик (на шведски: Västerviks kommun) е административна единица, разположена на територията на лен Калмар, южна Швеция. Притежава обща площ 2035 km2 и население 35 867 души (към 31 декември 2013). На север община Вестервик граничи с общините Валдемаршвик и Отвидабери от лен Йостерйотланд, на запад с община Шинда от лен Йостерйотланд и община Вимербю от лен Калмар, на юг с община Оскаршхамн, а на изток с Балтийско море. Административен център на община Вестервик е едноименния град Вестервик.

## Население
Населението на община Вестервик през последните няколко десетилетия е с тенденция към намаляване. Гъстотата на населението е 19,06 д/km2.
| Население на община Вестервик в годините между 1810 и 2010 | Население на община Вестервик в годините между 1810 и 2010 | Население на община Вестервик в годините между 1810 и 2010 | Население на община Вестервик в годините между 1810 и 2010 | Население на община Вестервик в годините между 1810 и 2010 |
| ---------------------------------------------------------- | ---------------------------------------------------------- | ---------------------------------------------------------- | ---------------------------------------------------------- | ---------------------------------------------------------- |
| Година                                                     |                                                            |                                                            | Население                                                  |                                                            |
| 1810                                                       | 1810                                                       |                                                            | 23 304                                                     | 23 304                                                     |
| 1850                                                       | 1850                                                       |                                                            | 31 716                                                     | 31 716                                                     |
| 1900                                                       | 1900                                                       |                                                            | 39 217                                                     | 39 217                                                     |
| 1910                                                       | 1910                                                       |                                                            | 39 587                                                     | 39 587                                                     |
| 1920                                                       | 1920                                                       |                                                            | 41 232                                                     | 41 232                                                     |
| 1930                                                       | 1930                                                       |                                                            | 41 824                                                     | 41 824                                                     |
| 1940                                                       | 1940                                                       |                                                            | 41 240                                                     | 41 240                                                     |
| 1950                                                       | 1950                                                       |                                                            | 42 177                                                     | 42 177                                                     |
| 1960                                                       | 1960                                                       |                                                            | 42 562                                                     | 42 562                                                     |
| 1970                                                       | 1970                                                       |                                                            | 42 312                                                     | 42 312                                                     |
| 1980                                                       | 1980                                                       |                                                            | 41 263                                                     | 41 263                                                     |
| 1990                                                       | 1990                                                       |                                                            | 39 908                                                     | 39 908                                                     |
| 2000                                                       | 2000                                                       |                                                            | 37 433                                                     | 37 433                                                     |
| 2010                                                       | 2010                                                       |                                                            | 36 206                                                     | 36 206                                                     |
| Източник: SCB - Преброяване по регион и време              |                                                            |                                                            |                                                            |                                                            |

## Селищни центрове в общината
Селищните центрове (на шведски: tätort) в община Вестервик са 10 и към 31 декември 2010 година имат съответно население:
| #  | Селищен център           | Население към 31 декември 2010 |
| -- | ------------------------ | ------------------------------ |
| 1  | Вестервик (Västervik)    | 21 140                         |
| 2  | Гамлебю (Gamleby)        | 2775                           |
| 3  | Анкаршрум (Ankarsrum)    | 1254                           |
| 4  | Йоверум (Överum)         | 1203                           |
| 5  | Гунебу (Gunnebo)         | 938                            |
| 6  | Пипершер (Piperskärr)    | 551                            |
| 7  | Лофтахамар (Loftahammar) | 404                            |
| 8  | Йортед (Hjorted)         | 324                            |
| 9  | Едсбук (Edsbruk)         | 300                            |
| 10 | Тутебу (Totebo)          | 239                            |

Административният център на община Вестервик е удебелен.
В общината има и няколко много малки населени места (на шведски: småort), които по дефиниция имат население между 50 и 199 души. Такива към дата 31 декември 2005 година са
Almvik (52 души),
Björnsholm (103 души),
Blackstad (151 души),
Blankaholm (169 души),
Del av Gladhammar och Lunds by (76 души),
Gränsö kanal (53 души),
Hummelstad (63 души),
Hälgenäs (138 души),
Händelöp (57 души),
Lindödjupet och Målängen (96 души),
Norrhult (69 души),
Odensvi (83 души),
Skaftet och Falkemåla (53 души),
Stångeland (56 души),
Ukna (110 души)
и редица още по-малки селища .